# Bussy-le-Repos (Grand Est)
Bussy-le-Repos è un comune francese di 121 abitanti situato nel dipartimento della Marna nella regione del Grand Est.

## Società

### Evoluzione demografica
Abitanti censiti